# Liga de Campeones (voleibol femenino)
La Liga de Campeones (en inglés CEV Champions League) es la máxima competición de clubes continental en Europa de voleibol y reúne cada año a los mejores conjuntos de los diferentes países que conforman la Confederación Europea de Voleibol. 
Desde su creación en el año 1960 hasta la temporada 1999/00 se denominó Copa de Campeones. Desde la temporada 2000/01 a la 2007/08, Liga de Campeones Europea (en inglés European Champions League), para tomar su actual denominación a partir de la siguiente temporada (en inglés CEV Champions League).

## Resultados
| Temporada | Sede Final                  | Campeón                                           | Subcampeón                                        | Resultado  |
| --------- | --------------------------- | ------------------------------------------------- | ------------------------------------------------- | ---------- |
| 1960/1961 | Varsovia Moscú              | Dinamo Moscú ( Unión Soviética)                   | AZS-AWF Varsovia · ( Polonia)                     | 3-2, 3-0   |
| 1961/1962 | Sofía Odessa                | Burevestnik Odessa ( Unión Soviética)             | Slavia Sofía ( Bulgaria)                          | 3-1,3-0    |
| 1962/1963 | Moscú Varsovia              | WVC Dynamo Moscú ( Unión Soviética)               | AZS-AWF Varsovia · ( Polonia)                     | 3-1, 3-2   |
| 1963/1964 | Sofía Berlín Oriental       | Levski Sofía ( Bulgaria)                          | SC Dinamo Berlín ( República Democrática Alemana) | 3-0, 1-3   |
| 1964/1965 | Berlín Oriental Moscú       | WVC Dynamo Moscú ( Unión Soviética)               | SC Dinamo Berlín ( República Democrática Alemana) | 3-0, 3-0   |
| 1965/1966 | Moscú (CSKA) Moscú (Dinamo) | WVC CSKA Moscú ( Unión Soviética)                 | WVC Dynamo Moscú ( Unión Soviética)               | 3-0, 3-0   |
| 1966/1967 | Moscú (CSKA) Moscú (Dinamo) | WVC CSKA Moscú ( Unión Soviética)                 | WVC Dynamo Moscú ( Unión Soviética)               | 3-0, 3-0   |
| 1967/1968 | Moscú (Dinamo) Moscú (CSKA) | WVC Dynamo Moscú ( Unión Soviética)               | WVC CSKA Moscú ( Unión Soviética)                 | 3-0, 3-2   |
| 1968/1969 | Moscú (Dinamo) Moscú (CSKA) | WVC Dynamo Moscú ( Unión Soviética)               | WVC CSKA Moscú ( Unión Soviética)                 | 3-2, 3-1   |
| 1969/1970 | Budapest Moscú              | WVC Dynamo Moscú ( Unión Soviética)               | Nim-Se Budapest · ( Hungría)                      | 3-1, 3-0   |
| 1970/1971 | Praga Moscú                 | WVC Dynamo Moscú ( Unión Soviética)               | Tatran Sresovice Praga ( Checoslovaquia)          | 3-0, 3-0   |
| 1971/1972 | La Louvière                 | WVC Dynamo Moscú ( Unión Soviética)               | Tatran Sresovice Praga ( Checoslovaquia)          | Liga Final |
| 1972/1973 | Apeldoorn                   | Nim-Se Budapest · ( Hungría)                      | WVC Dynamo Moscú ( Unión Soviética)               | Liga Final |
| 1973/1974 | Varsovia                    | WVC Dynamo Moscú ( Unión Soviética)               | Nim-Se Budapest · ( Hungría)                      | Liga Final |
| 1974/1975 | Catania                     | WVC Dynamo Moscú ( Unión Soviética)               | Levski Sofia ( Bulgaria)                          | Liga Final |
| 1975/1976 | Eupen                       | Ruda Hvezda Praga ( Checoslovaquia)               | Levski Sofia ( Bulgaria)                          | Liga Final |
| 1976/1977 | Esmirna                     | Dinamo Moscú ( Unión Soviética)                   | Nim-Se Budapest · ( Hungría)                      | Liga Final |
| 1977/1978 | Rheine                      | Traktor Schwerin ( República Democrática Alemana) | Nim-Se Budapest · ( Hungría)                      | Liga Final |
| 1978/1979 | Esmirna                     | CSKA Sofía ( Bulgaria)                            | Nim-Se Budapest · ( Hungría)                      | Liga Final |
| 1979/1980 | Zlín                        | Ruda Hvezda Praga ( Checoslovaquia)               | Eczacıbaşı Estambul ( Turquía)                    | Liga Final |
| 1980/1981 | Schaan                      | Uralochka Sverdlovsk ( Unión Soviética)           | Levski Sofía ( Bulgaria)                          | Liga Final |
| 1981/1982 | Ravena                      | Uralochka Sverdlovsk ( Unión Soviética)           | DVC Dokkum · ( Países Bajos)                      | Liga Final |
| 1982/1983 | Ankara                      | Uralochka Sverdlovsk ( Unión Soviética)           | Vasas Izzo Budapest · ( Hungría)                  | Liga Final |
| 1983/1984 | Munich                      | CSKA Sofía ( Bulgaria)                            | Olimpia Teodora Ravena · ( Italia)                | Liga Final |
| 1984/1985 | Forlí                       | ADK Alma-Ata ( Unión Soviética)                   | Olimpia Teodora Ravena · ( Italia)                | Liga Final |
| 1985/1986 | Uppsala                     | CSKA Moscú ( Unión Soviética)                     | Olimpia Teodora Ravena · ( Italia)                | Liga Final |
| 1986/1987 | Karlsruhe                   | Uralochka Sverdlovsk ( Unión Soviética)           | Olimpia Teodora Ravena · ( Italia)                | Liga Final |
| 1987/1988 | Salónica                    | Olimpia Teodora Ravena · ( Italia)                | Uralochka Sverdlovsk ( Unión Soviética)           | 3-1        |
| 1988/1989 | Bruselas                    | Uralochka Sverdlovsk ( Unión Soviética)           | Olimpia Teodora Ravena · ( Italia)                | 3-1        |
| 1989/1990 | Forlí                       | Uralochka Sverdlovsk ( Unión Soviética)           | Olimpia Teodora Ravena · ( Italia)                | 3-1        |
| 1990/1991 | Zagreb                      | Mladost Zagreb ( Yugoslavia)                      | Uralochka Sverdlovsk ( Unión Soviética)           | 3-0        |
| 1991/1992 | Ravena                      | Olimpia Teodora Ravena · ( Italia)                | Mladost Zagreb · ( Croacia)                       | 3-2        |
| 1992/1993 | Santeramo in Colle          | Parmalat Matera · ( Italia)                       | Olimpia Teodora Ravena · ( Italia)                | 3-1        |
| 1993/1994 | Zagreb                      | Uralochka Ekaterinburg · ( Rusia)                 | AOK Mladost Zagreb · ( Croacia)                   | 3-2        |
| 1994/1995 | Bari                        | Uralochka Ekaterinburg · ( Rusia)                 | CV Murcia · ( España)                             | 3-0        |
| 1995/1996 | Viena                       | Parmalat Matera · ( Italia)                       | Uralochka Ekaterinburg · ( Rusia)                 | 3-2        |
| 1996/1997 | Parma                       | Foppapedretti Bergamo · ( Italia)                 | Uralochka Ekaterinburg · ( Rusia)                 | 3-1        |
| 1997/1998 | Dubrovnik                   | OK Dubrovnik · ( Croacia)                         | Vakıfbank Ankara ( Turquía)                       | 3-0        |
| 1998/1999 | Bergamo                     | Foppapedretti Bergamo · ( Italia)                 | Vakıfbank Ankara ( Turquía)                       | 3-0        |
| 1999/2000 | Bursa                       | Foppapedretti Bergamo · ( Italia)                 | Uralochka Ekaterinburg · ( Rusia)                 | 3-1        |
| 2000/2001 | Nizhni Tagil                | Volley Modena · ( Italia)                         | Capo Sud Reggio Calabria · ( Italia)              | 3-0        |
| 2001/2002 | Estambul                    | RC Cannes ( Francia)                              | Foppapedretti Bergamo · ( Italia)                 | 3–1        |
| 2002/2003 | Pila                        | RC Cannes ( Francia)                              | Uralochka Ekaterinburg · ( Rusia)                 | 3–1        |
| 2003/2004 | Santa Cruz de Tenerife      | CV Tenerife Marichal · ( España)                  | Pallavolo Sirio Perugia · ( Italia)               | 3–2        |
| 2004/2005 | Santa Cruz de Tenerife      | Foppapedretti Bergamo · ( Italia)                 | Sant'orsola Asystel Novara · ( Italia)            | 3–0        |
| 2005/2006 | Cannes                      | Pallavolo Sirio Perugia · ( Italia)               | RC Cannes ( Francia)                              | 3–1        |
| 2006/2007 | Zúrich                      | Foppapedretti Bergamo · ( Italia)                 | Dinamo Moscú · ( Rusia)                           | 3–2        |
| 2007/2008 | Murcia                      | Pallavolo Sirio Perugia · ( Italia)               | VC Zarechie Odintsovo · ( Rusia)                  | 3–1        |
| 2008/2009 | Perugia                     | Volley Bergamo · ( Italia)                        | Dinamo Moscú · ( Rusia)                           | 3–2        |
| 2009/2010 | Cannes                      | Volley Bergamo · ( Italia)                        | Fenerbahçe Estambul ( Turquía)                    | 3–2        |
| 2010/2011 | Estambul                    | Vakıfbank Estambul ( Turquía)                     | Rabita Baku ( Azerbaiyán)                         | 3–0        |
| 2011/2012 | Bakú                        | Fenerbahçe Estambul ( Turquía)                    | RC Cannes ( Francia)                              | 3–0        |
| 2012/2013 | Estambul                    | Vakıfbank Estambul ( Turquía)                     | Rabita Baku ( Azerbaiyán)                         | 3–0        |
| 2013/2014 | Bakú                        | Dinamo Kazán · ( Rusia)                           | Vakıfbank Estambul ( Turquía)                     | 3–0        |
| 2014/2015 | Szczecin                    | Eczacibasi Estambul ( Turquía)                    | FV Busto Arsizio · ( Italia)                      | 3-0        |
| 2015/2016 | Montichiari                 | Volleyball Casalmaggiore · ( Italia)              | Vakıfbank Estambul ( Turquía)                     | 3–0        |
| 2016/2017 | Treviso                     | Vakıfbank Estambul ( Turquía)                     | Imoco Conegliano · ( Italia)                      | 3–0        |
| 2017/2018 | Bucarest                    | Vakıfbank Estambul ( Turquía)                     | CSM Volei Alba Blaj · ( Rumania)                  | 3–0        |
| 2018/2019 | Berlín                      | AGIL Novara · ( Italia)                           | Imoco Conegliano · ( Italia)                      | 3–1        |
| 2020/2021 | Verona                      | Imoco Conegliano · ( Italia)                      | Vakıfbank Estambul ( Turquía)                     | 3–2        |
| 2021/2022 | Ljubljana                   | Vakıfbank Estambul ( Turquía)                     | Imoco Conegliano · ( Italia)                      | 3–1        |
| 2022/2023 | Turín                       | Vakıfbank Estambul ( Turquía)                     | Eczacibasi Estambul ( Turquía)                    | 3-1        |
| 2023/2024 | Antalya                     | Imoco Conegliano · ( Italia)                      | Vero Volley Milano · ( Italia)                    | 3-2        |
| 2024/2025 | Estambul                    | Imoco Conegliano · ( Italia)                      | Savino Del Bene Scandicci · ( Italia)             | 3-0        |

### Títulos por club
| Ranking | Club                        | Títulos | Subtítulos | Temporadas campeón                                                                                |
| ------- | --------------------------- | ------- | ---------- | ------------------------------------------------------------------------------------------------- |
| 1       | / WVC Dynamo Moscú          | 11      | 5          | 1960–61, 1962–63, 1964–65, 1967–68, 1968–69, 1969–70, 1970–71, 1971–72, 1973–74, 1974–75, 1976–77 |
| 2       | / Uralochka Ekaterinburg    | 8       | 6          | 1980–81, 1981–82, 1982–83, 1986–87, 1988–89, 1989–90, 1993–94, 1994–95                            |
| 3       | Volley Bergamo              | 7       | 1          | 1996–97, 1998–99, 1999–00, 2004–05, 2006–07, 2008–09, 2009–10                                     |
| 4       | VakıfBank S.K.              | 6       | 5          | 2010–11, 2012–13, 2016–17, 2017–18, 2021–22, 2022–23                                              |
| 5       | Imoco Volley Conegliano     | 3       | 3          | 2020–21, 2023–24, 2024–25                                                                         |
| 6       | CSKA Moscú                  | 3       | 2          | 1965–66, 1966–67, 1985–86                                                                         |
| 7       | Olimpia Teodora Ravena      | 2       | 7          | 1987–88, 1991–92                                                                                  |
| 8       | RC Cannes                   | 2       | 2          | 2001–02, 2002–03                                                                                  |
| 9       | Pallavolo Sirio Perugia     | 2       | 1          | 2005–06, 2007–08                                                                                  |
| 10      | Rudá Hvězda Praga           | 2       | -          | 1975–76, 1979–80                                                                                  |
| –       | VC CSKA Sofia               | 2       | -          | 1978–79, 1983–84                                                                                  |
| –       | Pallavolo Femminile Matera  | 2       | -          | 1992–93, 1995–96                                                                                  |
| 13      | NIM-SE Budapest             | 1       | 5          | 1972–73                                                                                           |
| 14      | Levski Sofia                | 1       | 3          | 1963–64                                                                                           |
| 15      | / HAOK Mladost              | 1       | 2          | 1990–91                                                                                           |
| 16      | Fenerbahçe                  | 1       | 1          | 2011–12                                                                                           |
| –       | Eczacıbaşı Estambul         | 1       | 1          | 2014–15                                                                                           |
| 18      | Burevestnik Odessa          | 1       | -          | 1961–62                                                                                           |
| –       | Traktor Schwerin            | 1       | -          | 1977–78                                                                                           |
| –       | ADK Alma-Ata                | 1       | -          | 1984–85                                                                                           |
| –       | OK Dubrovnik                | 1       | -          | 1997–98                                                                                           |
| –       | Volley Modena               | 1       | -          | 2000–01                                                                                           |
| –       | CV Tenerife                 | 1       | -          | 2003–04                                                                                           |
| –       | WVC Dynamo Kazan            | 1       | -          | 2013–14                                                                                           |
| –       | Volley Casalmaggiore        | 1       | -          | 2015–16                                                                                           |
| –       | Igor Gorgonzola Novara      | 1       | -          | 2018–19                                                                                           |
| 27      | AZS AWF Varsovia            | -       | 2          |                                                                                                   |
| –       | SC Dynamo Berlín            | -       | 2          |                                                                                                   |
| –       | Tatran Střešovice           | -       | 2          |                                                                                                   |
| –       | Telekom Baku                | -       | 2          |                                                                                                   |
| 31      | Slavia Sofia                | -       | 1          |                                                                                                   |
| –       | DVC Dokkum                  | -       | 1          |                                                                                                   |
| –       | Vasas SC                    | -       | 1          |                                                                                                   |
| –       | CV Murcia                   | -       | 1          |                                                                                                   |
| –       | Virtus Reggio Calabria      | -       | 1          |                                                                                                   |
| –       | Asystel Volley              | -       | 1          |                                                                                                   |
| –       | VC Zarechie Odintsovo       | -       | 1          |                                                                                                   |
| –       | Futura Volley Busto Arsizio | -       | 1          |                                                                                                   |
| –       | CSM Volei Alba Blaj         | -       | 1          |                                                                                                   |
| –       | Vero Volley Milano          | -       | 1          |                                                                                                   |
| –       | Savino Del Bene Scandicci   | -       | 1          |                                                                                                   |

## Títulos por país
| País            | Campeonatos | Subcampeonatos | Club campeón |
| --------------- | ----------- | -------------- | --- |
| Rusia           | 23          | 14             | WVC Dynamo Moscow (11), Uraločka Sverdlovsk/Ekaterinburg (8), WVC CSKA Moscow (3), Dinamo Kazán (1)                                                                                                 |
| Italia          | 19          | 17             | Volley Bergamo (7), Imoco Volley Conegliano (3), Olimpia Teodora Ravenna (2), Parmalat Matera (2), Colussi Perugia (2), Volley Modena (1), Volleyball Casalmaggiore (1), Igor Gorgonzola Novara (1) |
| Turquía         | 8           | 8              | Vakifbank Estambul (6), Fenerbahce Estambul (1), Eczacibasi Estambul (1) |
| Bulgaria        | 3           | 4              | CSKA Sofia (2), Levski-Spartak Sofia (1) |
| Francia         | 2           | 2              | RC Cannes (2) |
| República Checa | 2           | 2              | Ruda Hvezda Prague (2) |
| Croacia         | 2           | 2              | Mladost Zagreb (1), OK Dubrovnik (1) |
| Hungría         | 1           | 6              | Nim-Se Budapest (1) |
| Alemania        | 1           | 2              | Traktor Schwerin (1) |
| España          | 1           | 1              | Tenerife Marichal (1) |
| Ucrania         | 1           | -              | Burevestnik Odessa (1) |
| Kazajistán      | 1           | -              | ADK Alma-Ata (1) |
| Azerbaiyán      | -           | 2              | |
| Polonia         | -           | 2              | |
| Países Bajos    | -           | 1              | |
| Rumania         |             | 1              | |